# Schendyla mediterranea
Schendyla mediterranea (лат.) — вид губоногих рода Schendyla семейства Schendylidae. Впервые описан зоологом Ф. Сильвестри в 1898 году.

## Распространение
Известен из Франции, Греции, Италии (в том числе Сицилии и Сардинии), Монако (не учитывается некоторыми источниками), Румынии и Испании.
Встречается преимущественно в дубовых лесах, среди кустарников.

## Описание
Задние ноги заметно завышены ближе к телу.